# Neuvy-en-Mauges
Pour les articles homonymes, voir Neuvy.
Neuvy-en-Mauges est une ancienne commune française située dans le département de Maine-et-Loire, en région Pays de la Loire.
Le 15 décembre 2015, elle est devenue une commune déléguée au sein de la commune nouvelle de Chemillé-en-Anjou.

## Géographie
Cette localité rurale de l'ouest de la France se situe dans les Mauges, sur la route D 149 qui va de Chemillé à Sainte-Christine.

Les Mauges sont un territoire du Maine-et-Loire situés à l'extrême sud-est du Massif armoricain, et délimités au nord par la Loire (fleuve) et à l'est par le Layon (rivière).
Sa superficie est de plus de 18 km2 (1 813 ha) et son altitude varie de 45 à 126 mètres.
Traversée par la rivière du Jeu, Neuvy-en-Mauges prend place au milieu d'une campagne verdoyante mise en valeur par les lignes bocagères ponctuées d'exploitations agricoles. Une partie de la vallée du Jeu est classée en zone naturelle d'intérêt écologique, floristique et faunistique. Cette zone concerne les communes de Chalonnes-sur-Loire, Chaudefonds-sur-Layon, La Jumelliere, Neuvy-en-Mauges et Saint-Laurent-de-la-Plaine.

## Toponymie
Le nom de Neuvy viendrait du vieux français neuf vy (nouveau village), vy étant issu du latin vicus village, en usage jusqu'au Moyen Âge. Cette commune a été créée au XIIIe siècle.

## Histoire
L'histoire de la région a été très marquée par les Guerres de Vendée.
En 2014, un projet de fusion de l'ensemble des communes de l'intercommunalité se dessine. Le 2 juillet 2015, les conseils municipaux de l'ensemble des communes du territoire communautaire votent la création d'une commune nouvelle au 15 décembre 2015. Le 15 décembre 2015, la commune nouvelle de Chemillé-en-Anjou est créée et regroupe les 13 communes de l'ancienne Communauté de communes de la Région de Chemillé, dont Neuvy-en-Mauges, qui devient dès lors une commune déléguée.

## Politique et administration

### Administration municipale

#### Administration actuelle
Depuis le 15 décembre 2015, Neuvy-en-Mauges constitue une commune déléguée au sein de la commune nouvelle de Chemillé-en-Anjou, et dispose d'un maire délégué.
| Période                                  | Période  | Identité              | Étiquette | Qualité |
| ---------------------------------------- | -------- | --------------------- | --------- | ------- |
| 15 décembre 2015                         |          | Christophe Dilé       |           |         |
|                                          | mai 2020 | Marie-Claude Traineau |           |         |
| mai 2020                                 |          | Christian Pezot       |           |         |
| Les données manquantes sont à compléter. |          |                       |           |         |

#### Administration ancienne
| Période                                  | Période          | Identité                             | Étiquette | Qualité                                                               |
| ---------------------------------------- | ---------------- | ------------------------------------ | --------- | --------------------------------------------------------------------- |
| Les données manquantes sont à compléter. |                  |                                      |           |                                                                       |
| 1900                                     | 1919             | Baron Hervé de la Paumelière         |           |                                                                       |
| 1919                                     | 1940             | Guy de Lévis Mirepoix                |           | Châtelain de La Morosière                                             |
| 1945                                     | 1953             | Louis Pineau                         |           |                                                                       |
| 1953                                     | 1965             | Baron Louis Mabille de la Paumelière |           |                                                                       |
| 1965                                     | mars 1983        | Louis Body                           |           |                                                                       |
| mars 1983                                | juin 1995        | Marie-Josèphe Béduneau               |           |                                                                       |
| juin 1995                                | mars 2001        | Jean Colineau                        |           |                                                                       |
| mars 2001                                | 14 décembre 2015 | Christophe Dilé                      | DVD       | Agriculteur Président de la CC de la région de Chemillé (2008 → 2015) |

### Ancienne situation administrative
La commune était membre de la communauté de communes de la région de Chemillé. Cette structure intercommunale regroupait douze communes dont Saint-Lézin et Sainte-Christine. l'intercommunalité était membre du syndicat mixte Pays des Mauges, structure administrative d'aménagement du territoire qui regroupait sept communautés de communes : Bocage, Champtoceaux, Montrevault, St-Florent-le-Vieil, Centre-Mauges, région de Chemillé et Moine-et-Sèvre. La communauté de communes cesse d'exister le 15 décembre 2015 et ses compétences sont transférées à la commune nouvelle de Chemillé-en-Anjou.
Neuvy-en-Mauges fait partie du canton de Chemillé-Melay et de l'arrondissement de Cholet.

## Population et société

### Évolution démographique
L'évolution du nombre d'habitants est connue à travers les recensements de la population effectués dans la commune depuis 1793. À partir du 1er janvier 2009, les populations légales des communes sont publiées annuellement dans le cadre d'un recensement qui repose désormais sur une collecte d'information annuelle, concernant successivement tous les territoires communaux au cours d'une période de cinq ans. 
Pour les communes de moins de 10 000 habitants, une enquête de recensement portant sur toute la population est réalisée tous les cinq ans, les populations légales des années intermédiaires étant quant à elles estimées par interpolation ou extrapolation. Pour la commune, le premier recensement exhaustif entrant dans le cadre du nouveau dispositif a été réalisé en 2008,.
En 2013, la commune comptait 802 habitants, en évolution de −0,25 % par rapport à 2008 (Maine-et-Loire : +3,3 %, France hors Mayotte : +2,49 %).
| 1793 | 1800 | 1806 | 1821 | 1831 | 1836  | 1841  | 1846  | 1851  |
| ---- | ---- | ---- | ---- | ---- | ----- | ----- | ----- | ----- |
| 923  | 794  | 821  | 899  | 830  | 1 014 | 1 049 | 1 156 | 1 133 |

| 1856  | 1861  | 1866  | 1872  | 1876  | 1881  | 1886  | 1891  | 1896  |
| ----- | ----- | ----- | ----- | ----- | ----- | ----- | ----- | ----- |
| 1 160 | 1 183 | 1 146 | 1 072 | 1 085 | 1 051 | 1 063 | 1 036 | 1 057 |

| 1901  | 1906  | 1911 | 1921 | 1926 | 1931 | 1936 | 1946 | 1954 |
| ----- | ----- | ---- | ---- | ---- | ---- | ---- | ---- | ---- |
| 1 028 | 1 001 | 950  | 873  | 878  | 846  | 850  | 877  | 859  |

| 1962 | 1968 | 1975 | 1982 | 1990 | 1999 | 2008 | 2013 | - |
| ---- | ---- | ---- | ---- | ---- | ---- | ---- | ---- | - |
| 837  | 826  | 819  | 796  | 729  | 709  | 804  | 802  | - |

### Pyramide des âges
La population de la commune est relativement jeune. Le taux de personnes d'un âge supérieur à 60 ans (18,7 %) est en effet inférieur au taux national (21,6 %) et au taux départemental (21 %). Contrairement aux répartitions nationale et départementale, la population masculine de la commune est supérieure à la population féminine (53,2 % contre 48,4 % au niveau national et 48,6 % au niveau départemental).
| Hommes | Classe d’âge | Femmes |
| ------ | ------------ | ------ |
| 0,2    | 90 ans ou +  | 0,3    |
| 6,8    | 75 à 89 ans  | 10,1   |
| 8,6    | 60 à 74 ans  | 11,7   |
| 19,6   | 45 à 59 ans  | 14,4   |
| 19,6   | 30 à 44 ans  | 21,0   |
| 19,9   | 15 à 29 ans  | 20,7   |
| 25,2   | 0 à 14 ans   | 21,8   |

| Hommes | Classe d’âge | Femmes |
| ------ | ------------ | ------ |
| 0,4    | 90 ans ou +  | 1,2    |
| 6,3    | 75 à 89 ans  | 9,2    |
| 11,8   | 60 à 74 ans  | 13,0   |
| 19,9   | 45 à 59 ans  | 19,4   |
| 20,6   | 30 à 44 ans  | 19,5   |
| 20,3   | 15 à 29 ans  | 19,1   |
| 20,6   | 0 à 14 ans   | 18,6   |

### Vie locale
Neuvy dispose d'infrastructures telles que la bibliothèque, la ludothèque ou la périscolaire.
Diverses manifestations ont lieu chaque année ; notamment les représentations théâtrales des Baladins du Jeu.

### Sports
L'Abeille sportive de Neuvy-en-Mauges est fondé en 1951. Le club intègre les compétitions de la Fédération française de basket-ball à l'issue de la réunion du 29 septembre 1958.

## Économie
Sur 86 établissements présents sur la commune à fin 2010, 51 % relevaient du secteur de l'agriculture (pour une moyenne de 17 % sur le département), 8 % du secteur de l'industrie, 8 % du secteur de la construction, 28 % de celui du commerce et des services et 5 % du secteur de l'administration et de la santé.
L'économie locale est essentiellement tournée vers l'agriculture (élevage bovin et culture céréalière).

## Culture locale et patrimoine

### Lieux et monuments
Neuvy-en-Mauges est né au XIIIe siècle. Entre le XIe et le XVIIe siècle, quatre châteaux couvrant l'ensemble du territoire de la commune sont construits. Trois de ces châteaux existent encore aujourd'hui : 
- Le château de La Morosière, bien ayant été occupé par le général vendéen Stofflet, et sur lequel est intervenu l'architecte Henri Parent. Y est morte la comtesse Charles de Cossé-Brissac en 1928 .
- Le château Le Lavouër fait l'objet d'une inscription au titre des monuments historiques depuis 1969[19].
- Le manoir de l'Aunay-Gontard fait l'objet d'une inscription au titre des monuments historiques depuis 1972[20].